# Doderia elbana
Doderia elbana är en mångfotingart som beskrevs av Karl Wilhelm Verhoeff 1930. Doderia elbana ingår i släktet Doderia och familjen Doderiidae. Inga underarter finns listade i Catalogue of Life.